# 维勒马诺什
维勒马诺什（法語：Villemanoche，法語發音：[vilmanɔʃ]）是法国勃艮第-弗朗什-孔泰大區约讷省的一个市镇，属于桑斯区。

## 地理
维勒马诺什（48°18'1"N, 3°10'53"E）面积14.39 平方千米，位于法国勃艮第-弗朗什-孔泰大區约讷省，该省份为法国中北部内陆省份，西接卢瓦雷省，西北接塞纳-马恩省，南至涅夫勒省，东临科多尔省，东北与奥布省接壤。
与维勒马诺什接壤的市镇（或旧市镇、城区）包括：塞尔博讷、利克西、尚皮尼、约讷河畔库尔隆、米什里、约讷河桥村、圣塞罗坦。

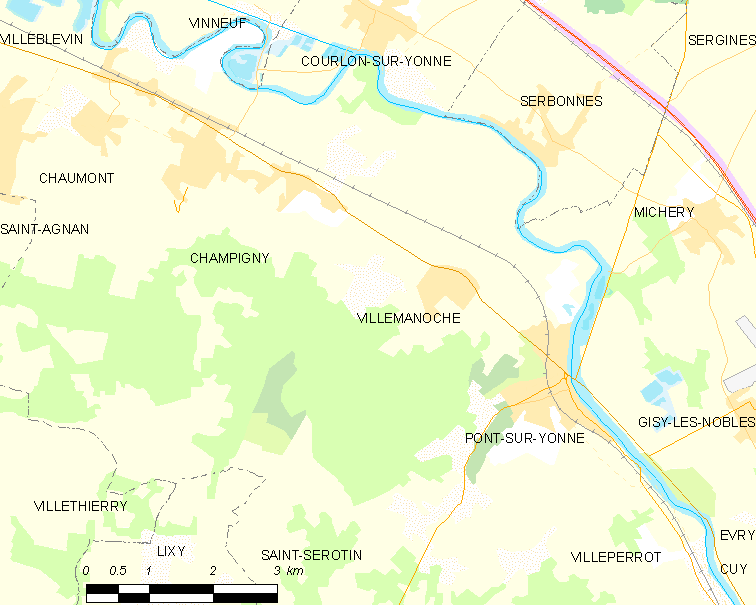
维勒马诺什的OSM定位图

维勒马诺什的时区为UTC+01:00、UTC+02:00（夏令时）。

## 行政
维勒马诺什的邮政编码为89140，INSEE市镇编码为89456。

## 政治
维勒马诺什所属的省级选区为约讷河桥村县。

## 人口

1962-2008年间维勒马诺什人口变化图示

维勒马诺什于2022年1月1日时的人口数量为671人。